# NRW Trophy
NRW Trophy é uma competição internacional de patinação artística no gelo de níveis sênior, júnior e noviço, sediado na cidade de Dortmund, Alemanha. A competição é organizada pela Deutsche Eislauf Union e sancionada pela União Internacional de Patinação.

## Edições
| Ano  | Edição               | Cidade sede          | Sênior               | Sênior               | Sênior               | Sênior               | Júnior               | Júnior               | Júnior               | Júnior               | Noviço               | Noviço               | Noviço               | Noviço               | Ref                  |
| Ano  | Edição               | Cidade sede          | M                    | F                    | P                    | D                    | M                    | F                    | P                    | D                    | M                    | F                    | P                    | D                    | Ref                  |
| ---- | -------------------- | -------------------- | -------------------- | -------------------- | -------------------- | -------------------- | -------------------- | -------------------- | -------------------- | -------------------- | -------------------- | -------------------- | -------------------- | -------------------- | -------------------- |
|      | 1.ª                  |                      | —                    | —                    | —                    | —                    | —                    | —                    | —                    | —                    | —                    | —                    | —                    | —                    |                      |
| 2006 | 2.ª                  | Dortmund             | –                    | –                    | –                    | –                    | –                    | –                    | –                    | •                    | –                    | –                    | –                    | •                    | [ 1 ]                |
| 2007 | 3.ª                  | Dortmund             | •                    | •                    | –                    | •                    | •                    | •                    | –                    | •                    | •                    | •                    | •                    | •                    | [ 2 ] [ 3 ]          |
| 2008 | 4.ª                  | Dortmund             | •                    | •                    | •                    | •                    | •                    | •                    | •                    | •                    | •                    | •                    | •                    | •                    | [ 4 ] [ 5 ]          |
| 2009 | 5.ª                  | Dortmund             | •                    | •                    | •                    | •                    | •                    | •                    | •                    | •                    | •                    | •                    | •                    | •                    | [ 6 ] [ 7 ]          |
| 2010 | 6.ª                  | Dortmund             | •                    | •                    | •                    | •                    | •                    | •                    | •                    | •                    | •                    | •                    | –                    | •                    | [ 8 ] [ 9 ]          |
| 2011 | 7.ª                  | Dortmund             | •                    | •                    | •                    | •                    | •                    | •                    | •                    | •                    | •                    | •                    | –                    | •                    | [ 10 ] [ 11 ]        |
| 2012 | 8.ª                  | Dortmund             | •                    | •                    | •                    | •                    | •                    | •                    | •                    | •                    | •                    | •                    | –                    | •                    | [ 12 ] [ 13 ]        |
| 2013 | 9.ª                  | Dortmund             | •                    | •                    | •                    | •                    | •                    | •                    | •                    | •                    | •                    | •                    | –                    | •                    | [ 14 ] [ 15 ]        |
| 2014 | 10.ª                 | Dortmund             | •                    | •                    | •                    | •                    | •                    | •                    | •                    | •                    | •                    | •                    | •                    | •                    | [ 16 ] [ 17 ]        |
| 2015 | 11.ª                 | Dortmund             | •                    | •                    | •                    | •                    | •                    | •                    | •                    | •                    | •                    | •                    | •                    | •                    | [ 18 ] [ 19 ]        |
| 2016 | 12.ª                 | Dortmund             | •                    | •                    | •                    | •                    | •                    | •                    | •                    | •                    | •                    | •                    | •                    | •                    | [ 20 ] [ 21 ]        |
| 2017 | Não houve competição | Não houve competição | Não houve competição | Não houve competição | Não houve competição | Não houve competição | Não houve competição | Não houve competição | Não houve competição | Não houve competição | Não houve competição | Não houve competição | Não houve competição | Não houve competição | Não houve competição |
| 2018 | 13.ª                 | Dortmund             | –                    | –                    | –                    | •                    | •                    | •                    | –                    | •                    | –                    | –                    | –                    | •                    | [ 22 ]               |

Legenda
- –  Evento não disputado neste ano

## Lista de medalhistas

### Sênior

#### Individual masculino
| Evento                   | Ouro                                             | Prata                                            | Bronze                                           |
| Dortmund 2007 (detalhes) | Konstantin Menshov · Rússia                      | Ivan Tretiakov · Rússia                          | Christian Rauchbauer · Áustria                   |
| Dortmund 2008 (detalhes) | Kevin van der Perren · Bélgica                   | Samuel Contesti · Itália                         | Javier Fernández · Espanha                       |
| Dortmund 2009 (detalhes) | Yannick Ponsero · França                         | Samuel Contesti · Itália                         | Kevin van der Perren · Bélgica                   |
| Dortmund 2010 (detalhes) | Alexander Majorov · Suécia                       | Ivan Tretiakov · Rússia                          | Pavel Kaška · República Tcheca                   |
| Dortmund 2011 (detalhes) | Samuel Contesti · Itália                         | Peter Liebers · Alemanha                         | Kento Nakamura · Japão                           |
| Dortmund 2012 (detalhes) | Konstantin Menshov · Rússia                      | Michal Březina · República Tcheca                | Peter Liebers · Alemanha                         |
| Dortmund 2013 (detalhes) | Alexander Majorov · Suécia                       | Brian Joubert · França                           | Jorik Hendrickx · Bélgica                        |
| Dortmund 2014 (detalhes) | Franz Streubel · Alemanha                        | Ivan Pavlov · Ucrânia                            | Adrien Tesson · França                           |
| Dortmund 2015 (detalhes) | Jorik Hendrickx · Bélgica                        | Denis Ten · Cazaquistão                          | Sergei Voronov · Rússia                          |
| Dortmund 2016 (detalhes) | Alexander Majorov · Suécia                       | Paul Fentz · Alemanha                            | Romain Ponsart · França                          |
| 2017                     | Não houve competição                             | Não houve competição                             | Não houve competição                             |
| 2018                     | Não houve disputa do individual masculino sênior | Não houve disputa do individual masculino sênior | Não houve disputa do individual masculino sênior |

#### Individual feminino
| Evento                   | Ouro                                            | Prata                                           | Bronze                                          |
| Dortmund 2007 (detalhes) | Katharina Gierok · Alemanha                     | Mira Sonnenberg · Alemanha                      | Hristina Vassileva · Bulgária                   |
| Dortmund 2008 (detalhes) | Elene Gedevanishvili · Geórgia                  | Francesca Rio · Itália                          | Constanze Paulinus · Alemanha                   |
| Dortmund 2009 (detalhes) | Valentina Marchei · Itália                      | Katarina Gerboldt · Rússia                      | Jenna McCorkell · Reino Unido                   |
| Dortmund 2010 (detalhes) | Shoko Ishikawa · Japão                          | Sarah Hecken · Alemanha                         | Yrétha Silété · França                          |
| Dortmund 2011 (detalhes) | Viktoria Helgesson · Suécia                     | Yuki Nishino · Japão                            | Kako Tomotaki · Japão                           |
| Dortmund 2012 (detalhes) | Kim Yuna · Coreia do Sul                        | Ksenia Makarova · Rússia                        | Viktoria Helgesson · Suécia                     |
| Dortmund 2013 (detalhes) | Jelena Glebova · Estônia                        | Polina Agafonova · Rússia                       | Nicole Rajičová · Eslováquia                    |
| Dortmund 2014 (detalhes) | Nicole Schott · Alemanha                        | Fleur Maxwell · Luxemburgo                      | Kerstin Frank · Áustria                         |
| Dortmund 2015 (detalhes) | Laurine Lecavelier · França                     | Elizaveta Ukolova · República Tcheca            | Anna Dušková · República Tcheca                 |
| Dortmund 2016 (detalhes) | Nicole Schott · Alemanha                        | Loena Hendrickx · Bélgica                       | Nathalie Weinzierl · Alemanha                   |
| 2017                     | Não houve competição                            | Não houve competição                            | Não houve competição                            |
| 2018                     | Não houve disputa do individual feminino sênior | Não houve disputa do individual feminino sênior | Não houve disputa do individual feminino sênior |

#### Duplas
| Evento                   | Ouro                                         | Prata                                              | Bronze                                      |
| Dortmund 2008 (detalhes) | Nicole Della Monica · Yannick Kocon · Itália | Mari Vartmann · Florian Just · Alemanha            | Ekaterina Sokolova · Fedor Sokolov · Israel |
| Dortmund 2009 (detalhes) | Nicole Della Monica · Yannick Kocon · Itália | Stefania Berton · Ondřej Hotárek · Itália          | Mari Vartmann · Florian Just · Alemanha     |
| Dortmund 2010 (detalhes) | Stefania Berton · Ondřej Hotárek · Itália    | Katharina Gierok · Florian Just · Alemanha         | Adeline Canac · Yannick Bonheur · França    |
| Dortmund 2011 (detalhes) | Mari Vartmann · Aaron Van Cleave · Alemanha  | Lubov Bakirova · Mikalai Kamianchuk · Bielorrússia | Natalya Zabiyako · Sergei Kulbach · Estônia |
| Dortmund 2012 (detalhes) | Aliona Savchenko · Robin Szolkowy · Alemanha | Stefania Berton · Ondřej Hotárek · Itália          | Vanessa James · Morgan Ciprès · França      |
| Dortmund 2013 (detalhes) | Vera Bazarova · Yuri Larionov · Rússia       | Maylin Wende · Daniel Wende · Alemanha             | Mari Vartmann · Aaron Van Cleave · Alemanha |
| Dortmund 2014 (detalhes) | Marin Ono · Hon Lam To · Hong Kong           | Alexandra Herbríková · Nicolas Roulet · Suíça      | Minerva Hase · Nolan Seegert · Alemanha     |
| Dortmund 2015 (detalhes) | Minerva Hase · Nolan Seegert · Alemanha      | nenhum outro competidor                            | nenhum outro competidor                     |
| Dortmund 2016 (detalhes) | Minerva Hase · Nolan Seegert · Alemanha      | Lola Esbrat · Andrei Novoselov · França            | Ioulia Chtchetinina · Noah Scherer · Suíça  |
| 2017                     | Não houve competição                         | Não houve competição                               | Não houve competição                        |
| 2018                     | Não houve disputa de duplas sênior           | Não houve disputa de duplas sênior                 | Não houve disputa de duplas sênior          |

#### Dança no gelo
| Evento                   | Ouro                                              | Prata                                            | Bronze                                           |
| Dortmund 2007 (detalhes) | Kamila Hájková · David Vincour · República Tcheca | Leonie Krail · Oscar Peter · Suíça               | Maria Borounov · Evgeni Borounov · Austrália     |
| Dortmund 2008 (detalhes) | Anastasia Platonova · Alexander Grachev · Rússia  | Carolina Hermann · Daniel Hermann · Alemanha     | Joanna Budner · Jan Mościcki · Polônia           |
| Dortmund 2009 (detalhes) | Pernelle Carron · Lloyd Jones · França            | Carolina Hermann · Daniel Hermann · Alemanha     | Christina Chitwood · Mark Hanretty · Reino Unido |
| Dortmund 2010 (detalhes) | Pernelle Carron · Lloyd Jones · França            | Nelli Zhiganshina · Alexander Gazsi · Alemanha   | Isabella Tobias · Deividas Stagniūnas · Lituânia |
| Dortmund 2011 (detalhes) | Tanja Kolbe · Stefano Caruso · Alemanha           | Charlene Guignard · Marco Fabbri · Itália        | Carolina Hermann · Daniel Hermann · Alemanha     |
| Dortmund 2012 (detalhes) | Pernelle Carron · Lloyd Jones · França            | Cathy Reed · Chris Reed · Japão                  | Valeria Starygina · Ivan Volobuiev · Rússia      |
| Dortmund 2013 (detalhes) | Charlène Guignard · Marco Fabbri · Itália         | Alisa Agafonova · Alper Uçar · Turquia           | Kharis Ralph · Asher Hill · Canadá               |
| Dortmund 2014 (detalhes) | Penny Coomes · Nicholas Buckland · Reino Unido    | Olivia Smart · Joseph Buckland · Reino Unido     | Olesia Karmi · Max Lindholm · Finlândia          |
| Dortmund 2015 (detalhes) | Alisa Agafonova · Alper Uçar · Turquia            | Barbora Silná · Juri Kurakin · Áustria           | Katharina Müller · Tim Dieck · Alemanha          |
| Dortmund 2016 (detalhes) | Katharina Müller · Tim Dieck · Alemanha           | Kavita Lorenz · Panagiotis Polizoakis · Alemanha | Jasmine Tessari · Francesco Fioretti · Itália    |
| 2017                     | Não houve competição                              | Não houve competição                             | Não houve competição                             |
| Dortmund 2018 (detalhes) | Katharina Müller · Tim Dieck · Alemanha           | Jasmine Tessari · Francesco Fioretti · Itália    | Shari Koch · Christian Nüchtern · Alemanha       |